# L'Arbre du pays Toraja
L'Arbre du pays Toraja est un roman de Philippe Claudel paru en 2016 aux éditions Stock.
Le livre débute sur un récit de voyage qui explique qu'une population indonésienne, les Toraja (Sulawesi du Sud, île des Celebes), respectueuse de la "voie des ancêtres", confie les dépouilles de ses bébés à la cavité d'un arbre, qui peu à peu les incorpore sous son écorce. 
Le récit entremêle ensuite l'évolution de la maladie du meilleur ami du narrateur, la création de son dernier film, et sa rencontre avec une femme plus jeune que lui.